# لنکارفن
لنکارفن (به انگلیسی: Llancarfan) یک منطقهٔ مسکونی در بریتانیا است که در ویل آو گلامورگن واقع شده‌است. لنکارفن ۷۳۶ نفر جمعیت دارد.